# Musikjahr 1635
Liste der Musikjahre

◄◄ | ◄ | 1631 | 1632 | 1633 | 1634 | Musikjahr 1635 | 1636 | 1637 | 1638 | 1639 | ► | ►►

Weitere Ereignisse
Dieser Artikel behandelt das Musikjahr 1635.

## Ereignisse
- Antonio Maria Abbatini ist von 1635 bis 1640 wieder in seiner Heimatstadt Città di Castello tätig.
- Heinrich Bach wird bis 1641 Ratsmusikant in Erfurt.
- Johann Bach wird Organist in Schweinfurt.
- Christian Erbach wird aus Geldmangel aus dem Amt des Domorganisten in Augsburg am 9. Juni 1635 entlassen.
- Girolamo Frescobaldi veröffentlicht in Venedig seine Fiori musicali di diverse compositioni, toccate, kyrie, canzoni, capricci, e recercari, in partitura, eine Sammlung mit Orgelmusik.
- Die Dichterin und Komponistin Sophie Elisabeth zu Mecklenburg heiratet im Jahre 1635 August den Jüngeren, Herzog zu Braunschweig-Lüneburg, Fürst von Braunschweig-Wolfenbüttel, der im selben Jahr den Thron besteigt.
- Heinrich Schütz beginnt mit der Komposition der Musikalischen Exequien für das Trauerzeremonial auf den Fürsten Heinrich Posthumus Reuß.

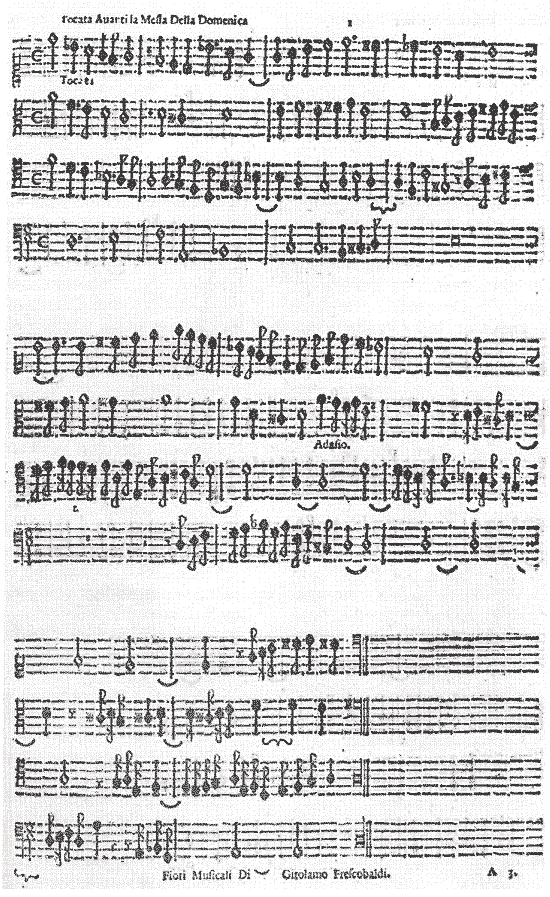
Faksimile des ersten Stückes der Fiori musicali: Toccata avanti la Messa della Domenica (Toccata vor der Sonntagsmesse) (vierstimmige Partitur mit Sopran-, Alt-, Tenor- und Bassschlüssel)

## Instrumental- und Vokalmusik
- Giovanni Battista Abatessa – Cespuglio di varii fiori overo intavolatura de chitarra spagnola, Orvieto: Giovanni Robletti (Sammlung mit 22 Tänzen)
- Girolamo Frescobaldi – Fiori musicali (Sammlung mit Orgelmusik)
- Carlo Milanuzzi – achtes Buch der ariose vaghezze für Sologesang und Begleitung, op. 18, Venedig: Alessandro Vincenti
- Stefano Pasino – Messen zu vier Stimmen, op. 4, Venedig: Bartolomeo Magni

Cembalo von Andreas Ruckers d. Ä. im Museum für Kunst und Gewerbe, Hamburg (1635)

## Musiktheater
- Virgilio Puccitelli (zugeschrieben) – Giuditta

## Geboren

### Geburtsdatum gesichert
- 25. April: Tobias Dressel, sächsischer Orgelbauer († 1717)
- 03. Juni: Philippe Quinault, französischer Dichter und Librettist († 1688)

### Genaues Geburtsdatum unbekannt
- Girolamo Desideri, italienischer Philosoph, promovierter Jurist, Mathematiker und Musiktheoretiker († um 1700)
- Johann Ludwig Faber, deutscher Kirchenlieddichter († 1678)
- Domenico Gisberti, venezianischer Priester, Poet, Librettist und Schriftsteller († 1677)
- Augustin Pfleger, Komponist und Kapellmeister böhmischer Herkunft († um 1686)

### Geboren um 1635
- Peter Henrich Varenholt, deutscher Orgelbauer († nach 1715)

## Gestorben

### Todesdatum gesichert
- 07. Januar: Hans Eltrich, Glockengießer (* unbekannt)
- zwischen 9. und 14. Juni: Christian Erbach, deutscher Organist und Komponist (* um 1570)
- 01. August: Georg Weissel, Kirchenlieddichter (* 1590)
- 10. Oktober: Johann Ulrich Steigleder, deutscher Organist und Komponist (* 1593)
- 28. Oktober: Bartholomäus Helder, deutscher lutherischer Kantor, Pfarrer, Kirchenlieddichter und Komponist (* um 1585)
- 01. Dezember: Melchior Teschner, deutscher Kirchenmusiker (* 1584)

### Genaues Todesdatum unbekannt
- Christian Keifferer, deutscher Organist und Komponist (* 1575)
- Georg Wagner, hessischer Orgelbauer (* um 1560)

### Gestorben um 1635
- Manuel Rodrigues Coelho, portugiesischer Komponist und Organist (* um 1555)
- Thomas Ravenscroft, englischer Sänger, Musiktheoretiker und Komponist (* um 1582 oder 1593)